# 川上親晴

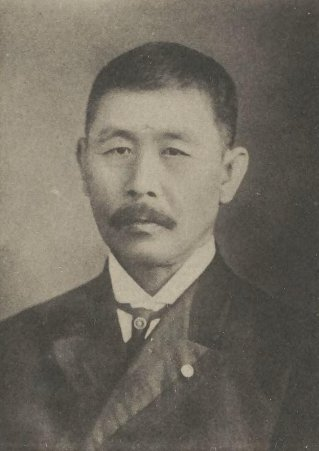
川上親晴

川上 親晴（かわかみ ちかはる、1855年7月6日（安政2年5月23日） - 1944年（昭和19年）5月12日）は、日本の内務官僚、政治家。県知事、京都市長、警視総監、貴族院議員。

## 経歴
大隅国姶良郡、のちの鹿児島県姶良郡加治木村（加治木町を経て現姶良市）において、加治木島津家家臣で書役を務める川上正兵衛の長男として生まれる。
私学校に入学したが軍事教練一辺倒とその閉鎖性に嫌気がさし退学する。その際に生徒の自主性を理解しない西郷隆盛に罵倒され、故郷で村八分となった。
西南戦争時の1877年4月、警視庁警部補に任官した。沖縄県十等警部、大阪府十等警部を経て、1882年8月、石川県に転じ、警部補・高岡警察署詰となる。以後、金澤警察署長、石川県警察本署第二部長、第一部長、行政部長、警務課長などを歴任。
1887年1月、内務属に転じ警察練習所勤務となり、さらに第四高等中学校幹事を務める。1888年1月、栃木県警部長に就任し、警視庁水上警察署長、小川町警察署長、奈良県警部長、京都府警部長を歴任。
1899年4月、三重県書記官に転じ、以後、山口県・愛知県・熊本県の各書記官、警視庁官房主事などを務めた。
1905年11月、富山県知事に就任。その後、和歌山県知事、京都市長を歴任し、1912年12月、第3次桂内閣の際に警視総監に就任。1914年4月、熊本県知事となる。1916年10月5日、貴族院勅選議員に任じられ、同成会に属し死去するまで在任した。
その他、熊本県観聚館（物産館）長、各県地方森林会議員、農工銀行管理官などを務めた。

## 親族
- 川上親俊 - 養子。三重県四日市市長。

## 栄典
- 1915年（大正4年）
  - 11月7日 - 勲二等瑞宝章[4]
  - 11月10日 - 大礼記念章[5]
- 1940年（昭和15年）11月10日 - 紀元二千六百年祝典記念章[6]